# Винокуров Володимир Федорович
Володимир Федорович Винокуров (нар. 1930, місто Кадіївка, тепер Луганської області — ?) — український радянський діяч, вибійник шахти № 1—1-біс «Криворіжжя» тресту «Кадіїввугілля» Луганської області. Депутат Верховної Ради СРСР 6-го скликання.

## Життєпис
Народився 1930 року в родині робітника. Освіта середня.
У 1946—1950 роках — робітник.
У 1950—1953 роках — у Радянській армії.
У 1953—1954 роках — кріпильник, з 1954 року — вибійник шахти № 1—1-біс «Криворіжжя» тресту «Кадіїввугілля» Луганської області. Ударник комуністичної праці.
Член КПРС з 1958 року.

## Нагороди
- ордени
- медалі
- почесний знак «Шахтарська слава»